# Квеквескири, Даур Ларикович
Дау́р Ла́рикович Квеквески́ри (род. 7 февраля 1998, Гали) — российский футболист, полузащитник.

## Карьера
Воспитанник тольяттинской Академии футбола имени Юрия Коноплёва. В 2015—2016 годах находился в системе «Краснодара», выступая за молодёжный состав и фарм-клуб. 14 февраля 2017 года подписал контракт с сербским клубом «Напредак», в составе которого дебютировал 1 апреля в матче чемпионата Сербии против клуба «Нови-Пазар» (3:0). В феврале-июле 2018 года защищал цвета клуба «Биолог-Новокубанск». 31 августа того же года перешёл в «Знамя Труда». 27 июня 2019 года пополнил ряды «Луча». 9 марта 2020 года провёл единственный матч за «Енисей» против «Шинника» (1:3). В сезоне 2020/21 защищал цвета «Акрона». В июне 2021 года подписал контракт с «Амкаром». Летом 2020 года перешёл в «Чайку». В августе 2024 года пополнил ряды «Форте».
В феврале 2025 года перебрался в ивановский «Текстильщик» и вскоре дебютировал за него в матче первого тура весеннего турнира в «серебряной группе» второй лиги против «Калуги» (1:1), на 73-й минуте выйдя на замену вместо Ивана Селеменева.

## Достижения
- Серебряный призёр группы «золото» дивизиона «А» Второй лиги: 2023/24
- Победитель 1-й группы дивизиона «Б» Второй лиги: 2024
- Серебряный призёр 1-й группы Второй лиги: 2022/23
- Бронзовый призёр зоны «Юг» Второй лиги: 2015/16